# Степовой, Николай Федотович
Николай Федотович Степовой (13.02.1924 — 24.07.1944) — командир огневого взвода 712-го истребительно-противотанкового артиллерийского полка, лейтенант. Герой Советского Союза.

## Биография
Родился 13 февраля 1924 года в селе Варшица, в черте города Калиновка Винницкой области. Украинец. Член ВКП(б)/КПСС с 1944 года. Учился в электромеханическом техникуме в Киеве.
В Красной Армии с августа 1942 года. Окончил Подольское артиллерийское училище в апреле 1943 года и направлен на Калининский фронт командиром огневого взвода 712-го истребительно-противотанкового артиллерийского полка 17-й истребительно-противотанковой артиллерийской бригады. Участвовал в боях на духовщинском направлении. Только за период с 14 по 18 сентября 1943 года взвод Степового уничтожил одну самоходную артиллерийскую установку, противотанковое орудие, дом, превращённый в дзот, две огневые точки и более роты пехоты врага, за что командир был награждён орденом Красной Звезды.
После разгрома духовщинско-демидовской группировки противника бригада вошла в состав 4-й ударной армии и участвовала в Невельской операции. 712-й истребительно-противотанковый артиллерийский полк с 6 по 10 октября 1943 года поддерживал огнём действия 236-й танковой бригады. Лейтенант Степовой с двумя орудиями первым ворвался в деревню Жуково и начал в упор расстреливать противников. Заметив группу из 20 пехотинцев противника, пытавшихся поджечь наши танки, Степовой перенёс огонь на них и практически всех уничтожил. Участвовал в отражении трёх контратак врага, нанеся ему значительный урон в живой силе и технике.
С наступлением темноты противники ворвались на позиции соседнего взвода, истребили расчёты и, развернув орудия, открыли огонь по нашим танкам. Лейтенант Степовой с несколькими бойцами атаковал немцев и автоматным огнём уничтожил свыше 30 солдат и офицеров, отбил орудия и открыл огонь по отступающему врагу. Только за 6 октября взвод Н. Ф. Степового уничтожил до 200 противников, пять противотанковых орудий и до десяти автомашин с грузами.
Указом Президиума Верховного Совета СССР от 4 июня 1944 года за образцовое выполнение заданий командования и проявленные при этом мужество и героизм, лейтенанту Степовому Николаю Федотовичу присвоено звание Героя Советского Союза.
В дальнейшем Н. Ф Степовой в составе своего полка воевал на 1-м и 2-м Прибалтийских фронтах. Участвовал в Городокской, Полоцкой и Режицко-Двинской операциях.
24 июля 1944 года старший лейтенант Степовой во главе взвода отражал атаку противника на подступах к городу Двинск, истребив около 60 противников. Снарядом одно орудие было уничтожено, а у другого в результате обстрела вышел из строя весь расчёт. Степовой сам встал к орудию и поджёг два танка. В этом бою он был убит осколком снаряда. Посмертно награждён орденом Отечественной войны 1-й степени.
Награждён орденами Ленина, Отечественной войны 1-й степени, Красной Звезды.
Похоронен в городе Калиновка, где его имя носят улица и школа № 1, там же установлен памятник.

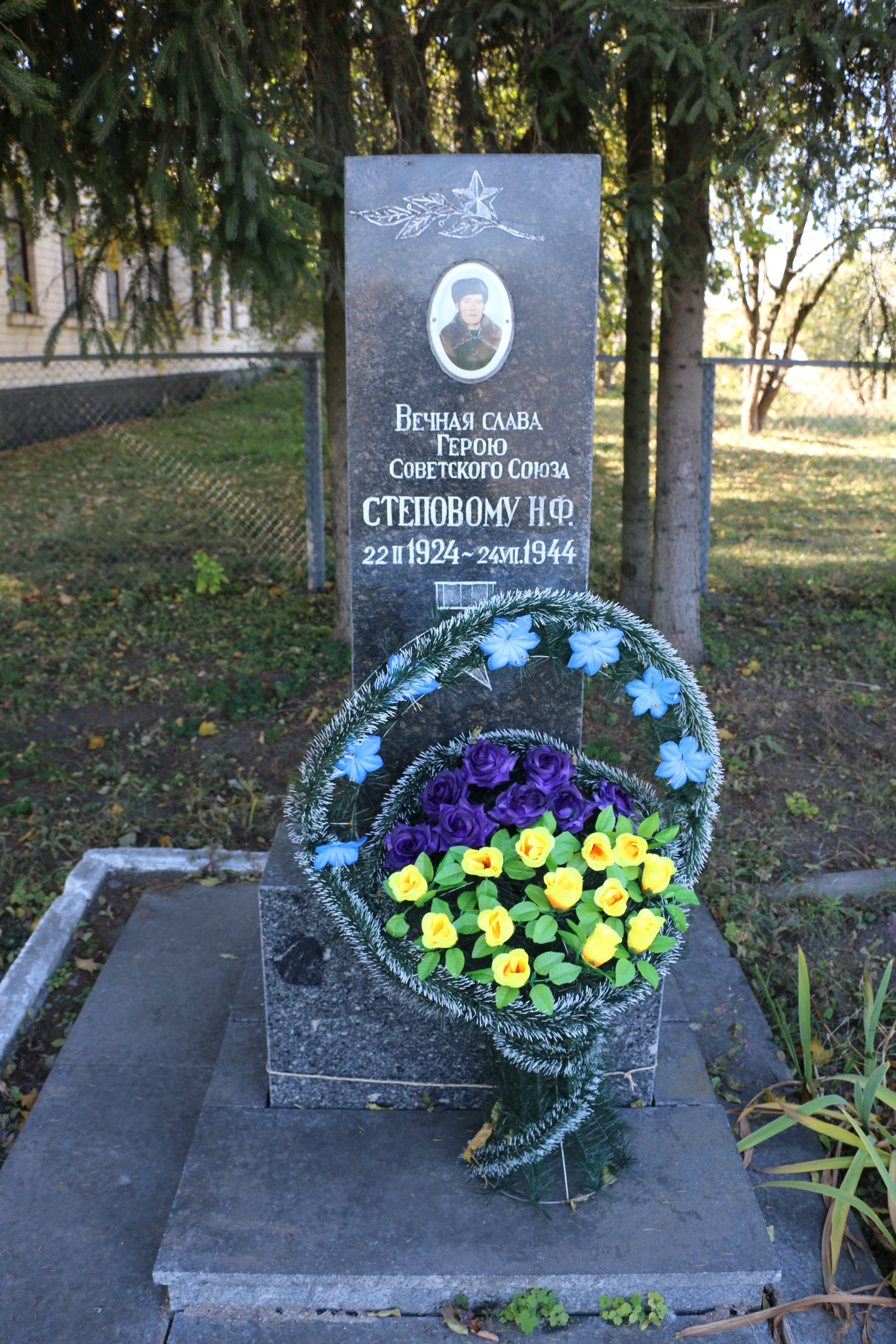
Могила героя в Калиновке